# Michael Arnal
Michael Arnal (* 24. Dezember 1947 in Würzburg, gestorben 28. Februar 2021 in Neuss) war ein deutscher Drehbuchautor und Regisseur.

## Leben
Nach Studium an der Kunstakademie Düsseldorf, u. a. bei Joseph Beuys, arbeitete Arnal als Künstler, Museumsleiter, Journalist, Fotograf, Drehbuchautor und Regisseur. 1976 prägte Arnal gemeinsam mit den Künstlern Mike Hentz und Xao Seffcheque den Begriff Adventure Art, eine Form künstlerischer Performance, die das Publikum ohne vorherige Absprache als Akteure ins künstlerische Geschehen einbindet. Arnal arbeitete unter anderem an den Drehbüchern für Reschkes großer Dreh, Losberg, Manta – Der Film, Einfach nur Liebe und Doppelter Einsatz (die er gemeinsam mit Xao Seffcheque auch entwickelte), und entdeckte bei den Dreharbeiten zur Fernsehserie Losberg Oliver Hirschbiegel 1987 für den Film. 
Als Headautor war Arnal unter anderem für eine Staffel der RTL-Serie Anwälte der Toten verantwortlich. Unter eigener Regie entstanden u. a. die Kurzfilme Whispering Sea, Sirius not Serious, Sweet Hitchhiker u. a. In verschiedenen Filmen trat er auch als Schauspieler auf. Neben seiner Drehbuch- und Regiearbeit arbeitete Michael Arnal als Dozent für Drehbuch, Dramaturgie und Schauspiel für verschiedene Hochschulen. Er lebte zuletzt in Neuss.